# Edward Subikurski
Edward Adam Subikurski, właśc. Łusakowski (ur. 24 grudnia 1826 w Hussakowie. zm. 25 września 1901 w Meksyku) – polski uczestnik powstania węgierskiego w roku 1848, generał armii meksykańskiej.

## Historia
Edward Adam Subikurski urodził się w zubożałej rodzinie szlacheckiej. Był jednym z ośmiorga dzieci Józefa Mieczysława Łusakowskiego i Leokadii Charczewskiej. Jego ojciec służył w austriackim pułku stacjonującym we Lwowie. Został aresztowany wraz ze swoimi dwoma starszymi synami, Maciejem i Józefem pod zarzutem udziału w spisku przeciwko Austriakom.
Edward dobrowolnie wstąpił do armii austriackiej. Służył również w pułku stacjonującym we Lwowie. W czasie Wiosny Ludów w 1848 roku, zdezerterował z wojska. Wyjechał na Węgry, gdzie przyłączył się do powstańców. Został schwytany przez Austriaków i choć był dezerterem, nie został uznany za winnego. Został przeniesiony do pułku w Pradze. Brał udział w wojnie austriacko-piemonckiej w Królestwie Sardynii, skąd uciekł do Szwajcarii. Po krótkim pobycie w Paryżu wyemigrował do Stanów Zjednoczonych. W dniu 15 grudnia 1851 roku prezydent Meksyku Mariano Arista powołał go na podpułkownika i instruktora w koloniach wojskowych w północnym Meksyku i od tej pory Edward używał nazwiska Subikurski. 14 października 1852 roku w Sonorze Subikurski pokonał francuskiego flibustera Gastona de Raousset-Boulbon. Następnie w 1860 roku został wysłany do Oaxaca, gdzie organizował kawalerię rządu liberałów i walczył zwycięsko z rebeliantami konserwatystów. W sierpniu 1860 roku Benito Juarez awansował Subikurskiego do stopnia pułkownika kawalerii. W 1861 roku ożenił się z Caroliną Plowes Valero, córką generała José Manuela Plowes Sánchez de Haro. W czasie francuskiej interwencji w Meksyku, Subikurski przeszedł na stronę Cesarstwa i pod koniec kampanii był nawet w sztabie gen. Leonardo Marqueza,  jednego z najwybitniejszych, a zarazem najokrutniejszych przywódców meksykańskich konserwatystów.